# Bencze Ilona
Bencze Ilona (Nagykanizsa, 1947. november 3. –) Jászai Mari-díjas magyar színésznő, rendező, érdemes művész és kiváló művész.

## Életpályája

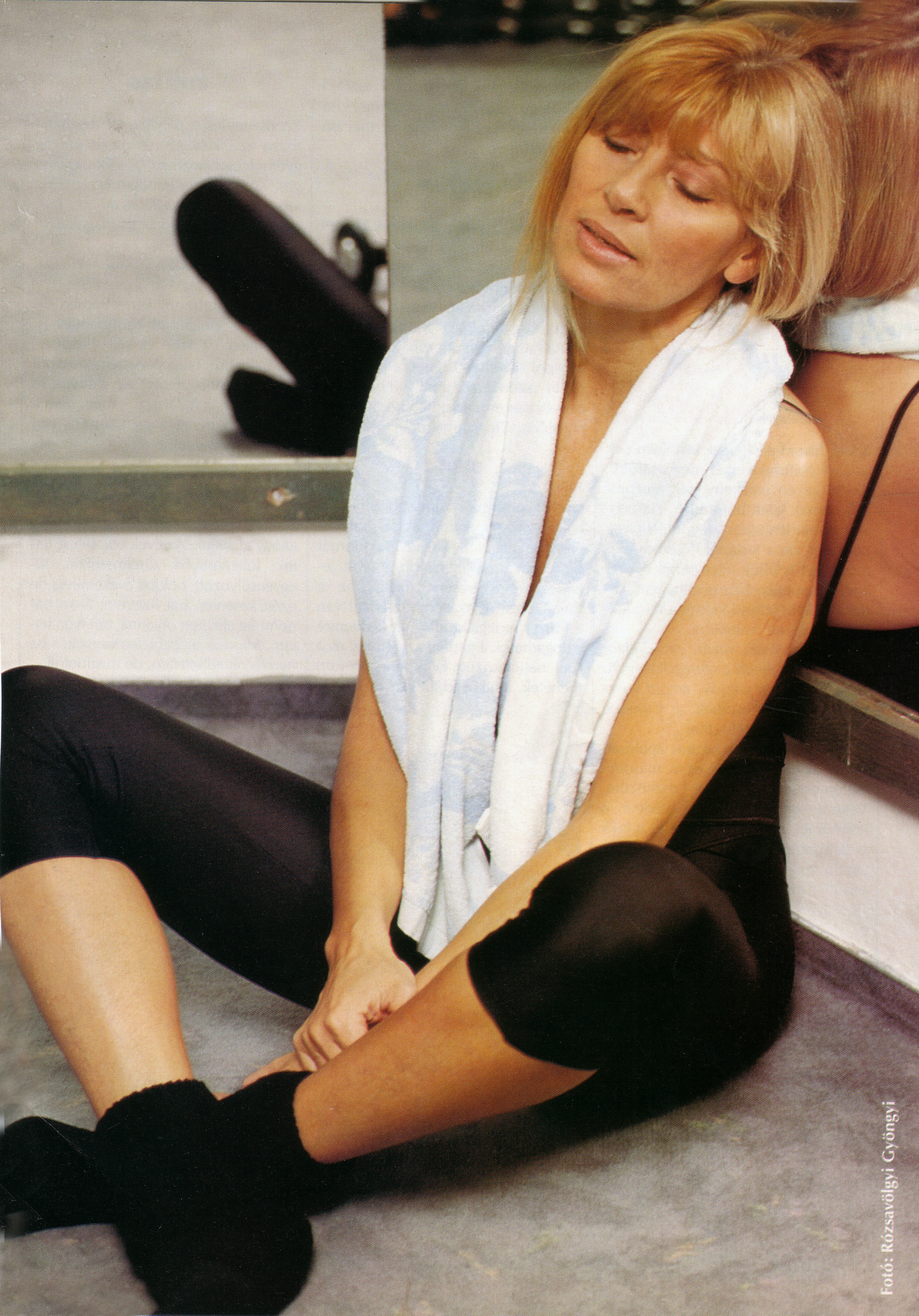
Rózsavölgyi Gyöngyi felvétele

1972-ben végzett a Színház- és Filmművészeti Főiskolán. 1972 és 1991 között volt tagja a Madách Színháznak. 1991-től 1992-ig a kecskeméti Katona József Színházban játszott. 1992 óta szabadfoglalkozású színésznő. Játszott az Örkény István Színházban, a Soproni Petőfi Színházban (2007-2011), a Játékszínben, a Jászai Mari Színházban, a Turay Ida Színházban és a Madách Színházban. Színészi munkája mellett rendezéssel és díszlettervezéssel is foglalkozik, és tanított a Madách Színház musicalstúdiójában.

## Családja
Férje volt Maros Gábor színész, akivel elváltak, és akitől született egy lánya, Gabriella.

## Színházi szerepei
A Színházi adattárban regisztrált bemutatóinak száma: 95; ugyanitt ötven színházi felvételen is látható.
| Darab                              | Szerep                           | Színház                    | Bemutató             | Forrás |
| ---------------------------------- | -------------------------------- | -------------------------- | -------------------- | ------ |
| II. Lajos Király                   | Erzsébet, udvarhölgy             | Madách Színház             | 1972. szeptember 29. | [ 8 ]  |
| Acélmagnóliák                      | Emily Eatenton, Shelby édesanyja | Madách Színház             | 1998. december 14.   | [ 9 ]  |
| Apácák                             | Mária Huberta nővér              | Madách Színház             | 1992. december 31.   | [ 10 ] |
| A hattyú                           | Alexandra, Beatrix lánya         | Madách Színház             | 1972. május 26.      | [ 11 ] |
| A holló árnyékában                 | Erzsébet                         | Turay Ida Színház          | 2012. október 17.    | [ 12 ] |
| A kolonc                           | Elsbeth Schragmüller             | Thália Színház             | 2011. február 18.    | [ 13 ] |
| A kőszívű ember fiai               | Baradlay Kázmérné                | Erzsébetligeti Színház     | 2008. április 13.    | [ 14 ] |
| A kőszívű ember fiai               | N/A                              | Soproni Petőfi Színház     | 2010. március 13.    | [ 15 ] |
| A medikus                          | Borcsa, szolgáló                 | Ódry Színpad               | 1970. október 9.     | [ 16 ] |
| A meztelen lány                    | Erzsi                            | Turay Ida Színház          | 2004. október 30.    | [ 17 ] |
| A muzsika hangja                   | Zárdafőnökasszony                | Soproni Petőfi Színház     | 2009. március 7.     | [ 18 ] |
| A pillangók szabadok               | Mrs. Baker                       | Soproni Petőfi Színház     | 2007. október 27.    | [ 19 ] |
| A szabin nők elrablása             | Bányainé, Bányai felesége        | Turay Ida Színház          | 2008. május 10.      | [ 20 ] |
| A szabin nők elrablása             | Bányainé, Bányai felesége        | Soproni Petőfi Színház     | 2008. szeptember 20. | [ 21 ] |
| A testőr                           | A színésznő, a színész felesége  | Katona József Színház      | 1991. szeptember 27. | [ 22 ] |
| Apácák                             | Mária Huberta nővér              | Madách Színház             | 1992. december 31.   | [ 10 ] |
| Az Operaház Fantomja               | Madame Giry, balettmester        | Madách Színház             | 2003. június 1.      | [ 23 ] |
| Béla király                        | Mária királyné                   | Madách Színház             | 1983. december 9.    | [ 24 ] |
| Bob herceg                         | A királynő                       | Kisvárdai Várszínház       | 2009. augusztus 11.  | [ 25 ] |
| Bob herceg                         | A királynő                       | Soproni Petőfi Színház     | 2009. szeptember 19. | [ 26 ] |
| Bunbury                            | Fairfax Gwendolen                | Madách Színház             | 1976. szeptember 24. | [ 27 ] |
| Csodás vagy, Júlia!                | Júlia                            | Katona József Színház      | 1993. április 2.     | [ 28 ] |
| Doktornők                          | dr. Hugonnay Vilma               | Turay Ida Színház          | 2014. november 22.   |        |
| Édes Anna                          | Moviszterné                      | Madách Színház             | 1997. november 22.   | [ 29 ] |
| Egy, kettő, három                  | Lydia                            | Madách Színház             | 1974. november 1.    | [ 30 ] |
| Egy nyári éj mosolya               | Mrs. Nordstrom                   | Madách Színház             | 1997. március 20.    | [ 31 ] |
| Egy szerelem három éjszakája       | Júlia                            | Madách Színház             | 1975. szeptember 20. | [ 32 ] |
| Félreértés                         | Márta                            | Soproni Petőfi Színház     | 2011. április 9.     | [ 33 ] |
| Forgószínpad                       | May Davenport                    | Madách Színház             | 2002. április 20.    |        |
| Hal négyesben                      | Klementina                       | Jászai Mari Színház        | 1994. november 26.   | [ 34 ] |
| Három nővér                        | Olga                             | Madách Színház             | 1979. december 7.    | [ 35 ] |
| Hegyi út                           | Theodora                         | Madách Színház             | 1993. október 8.     | [ 36 ] |
| Holdfogyatkozás                    | N/A                              | Játékszín                  | 1997. október 2.     | [ 37 ] |
| Hoppárézimi!                       | Umm                              | Madách Színház             | 1990. november 9.    | [ 38 ] |
| Janika                             | Miss Betty Torda                 | Turay Ida Színház          | 2002. november 30.   | [ 39 ] |
| Janika                             | Miss Betty Torda                 | Soproni Petőfi Színház     | 2007. október 13.    | [ 40 ] |
| Kakukkfészek                       | Ratched nővér                    | Turay Ida Színház          | 2005. október 14.    | [ 41 ] |
| Kakukkfészek                       | N/A                              | Soproni Petőfi Színház     | 2008. október 11.    | [ 42 ] |
| Kean, a színész                    | Eléna, Edmund Kean felesége      | Madách Színház             | 1986. december 5.    | [ 43 ] |
| Kedves hazug                       | Mrs. Campbell                    | Madách Színház             | 2001. január 25.     | [ 44 ] |
| La Mancha lovagja                  | Aldonza                          | Szentendrei Teátrum        | 1975. július 5.      | [ 45 ] |
| Lili Hofberg                       | A francia követ felesége         | Madách Színház             | 1990. május 23.      | [ 46 ] |
| Macskák                            | Bombalurina                      | Madách Színház             | 1983. március 25.    | [ 46 ] |
| Macskák                            | Grizabella                       | Madách Színház             | 1990. január 26.     | [ 47 ] |
| Macskák                            | Grizabella                       | Szegedi Szabadtéri Játékok | 1991. augusztus 15.  | [ 48 ] |
| Macskák                            | Grizabella                       | Madách Színház             | 1993. augusztus 11.  | [ 49 ] |
| Malom a pokolban                   | Ildikó                           | Madách Színház             | 1989. március 24.    | [ 50 ] |
| Mary Poppins                       | Corry néni                       | Madách Színház             | 2012. szeptember 21. | [ 51 ] |
| Mese habbal                        | Sheila                           | Budaörsi Játékszín         | 2000. október 25.    | [ 52 ] |
| Mezítláb a parkban                 | Mrs. Bank                        |                            | 2005. június 18.     |        |
| Nem félünk a farkastól             | N/A                              | Soproni Petőfi Színház     | N/A                  |        |
| New York, New York                 | Margaret; Edie                   | Tchibo Színház             | 1996. július 3.      | [ 53 ] |
| New York, New York                 | Margaret; Edie                   | Soproni Petőfi Színház     | 2000. október 1.     | [ 54 ] |
| Nők                                | Ferencziné                       | Karinthy Színház           | 2013. december 20.   | [ 55 ] |
| Nyolc nő                           | Gaby, az anya                    | Turay Ida Színház          | 2009. november 21.   | [ 56 ] |
| Páratlan páros 2.                  | Mary Smith                       | Madách Színház             | 2002. május 31.      | [ 57 ] |
| Peer Gynt                          | Solvejg                          | Madách Színház             | 1971. október 29.    | [ 58 ] |
| Színésznők                         | A Színésznő                      | Madách Színház             | 2006. november 24.   | [ 59 ] |
| Sorsválasztók                      | Kati                             | Madách Színház             | 1981. szeptember 25. | [ 60 ] |
| Szentivánéji álom                  | Titánia                          | Katona József Színház      | 1992. február 28.    | [ 61 ] |
| Szeretlek, színház (Katona)        | Déryné                           | Madách Színház             | 1997. szeptember 21. | [ 62 ] |
| Töltsön egy estét a Fehér Rózsában | Ági, énekesnő                    | Madách Színház             | 1985. március 22.    | [ 63 ] |
| Vőlegény                           | Mariska, gyermek                 | Madách Színház             | 1973. december 14.   | [ 64 ] |
| Zsákbamacska                       | Reinerné                         | Turay Ida Színház          | 2005. május 7.       | [ 65 ] |

## Rendezései
- Hámos György, Vajda Anikó: Mici néni két élete
- Mark Dunn: Öt nő az esőben
- Neil Simon: Női furcsa pár
- Örökség – Bencze Ilona „életmeséi”
- Steve Margoshes–Jacques Levy–Jose Fernandez: FAME (Fény, Hírnév, Siker!)
- Robert Harling: Acélmagnóliák (Nők búra alatt)
- Topolcsányi Laura: Segítség, én vagyok a feleségem!
- Ernst Nebhut: Párizsi éjszakák

## Önálló estje
- Örökség

## Filmjei

### Játékfilmek
- Staféta (1971) .... Zsuzsa
- Reménykedők (1971)
- Hekus lettem (1972)
- Romantika (1972)
- Egy kis hely a nap alatt (1973)
- Szarvassá vált fiúk (1974)
- Labirintus (1976)
- Orvos vagyok (1979)
- Veszélyes játékok (1979)
- Játszani kell (1984)
- Az álommenedzser (1994)
- Vadászat angolokra (2006)

### Tévéfilmek
- Rózsa Sándor 1-12. (1971)
- Sólyom a sasfészekben 1-4. (1973)
- Egy filozopter szerelmei (1973)
- Karancsfalvi szökevények (1976)
- Amerikai komédia (1979)
- A világ közepe (1980)
- Ezer év (1980)
- Mathiász panzió (1980)
- Tündér Lala (1981)
- Fehér rozsda (1982)
- Gyalogbéka (1985)
- Kaviár és lencse (1985)
- Szomszédok (1987–1998)
- Családi kör Törések című része (1989)
- Pódium (1991)
- Hajszál és csengettyű (1994)
- 7-es csatorna (1999)
- Holdfogyatkozás (2002)
- Doktor Balaton (2022)

## Szinkron

### Film szinkronszerepei
| Év   | Cím                                                | Szerep                   | A szinkronizált színész |
| ---- | -------------------------------------------------- | ------------------------ | ----------------------- |
| 1972 | Columbo: Melegházi dzsungel (2. szinkron)          | Cathy Goodland           | Sandra Smith            |
| 1973 | Columbo: Rekviem egy hullócsillagért (2. szinkron) | Nora Chandler            | Anne Baxter             |
| 1973 | Otthon, édes otthon                                | Claire                   | Claude Jade             |
| 1977 | Csillagok háborúja IV. – Egy új remény             | Leia hercegnő            | Carrie Fisher           |
| 1978 | A brazíliai fiúk                                   | Mrs. Curry               | Anne Meara              |
| 1980 | Csillagok háborúja V. – A Birodalom visszavág      | Leia hercegnő            | Carrie Fisher           |
| 1982 | Zabolátlan vágyak                                  |                          | Rosana Caskan           |
| 1983 | A nagy borzongás                                   | Sarah                    | Glenn Close             |
| 1984 | A chateauvalloni polgárok                          | Florence Berg            | Chantal Nobel           |
| 1987 | Hófehérke és a hét törpe                           | Gonosz királyné          | Diana Rigg              |
| 1988 | Columbo: Béke poraira                              | Liz Houston              | Sally Kellerman         |
| 1990 | Ébredések                                          | Kórházi portás           | Judy Jacksina           |
| 1990 | Ollókezű Edward                                    | Joyce                    | Kathy Baker             |
| 1991 | Oscar                                              | Roxanne                  | Linda Gray              |
| 1992 | Jól áll neki a halál                               | Rose, Madeleine cselédje | Nancy Fish              |
| 1993 | Columbo: Nehéz ügy                                 | Lauren Staton            | Faye Dunaway            |
| 1994 | Ed Wood                                            | Vampira                  | Lisa Marie              |
| 1995 | Don Juan deMarco                                   | Marilyn Mickler          | Faye Dunaway            |
| 1997 | Rebecca – A Manderley-ház asszonya                 | Mrs. Van Hopper          | Faye Dunaway            |

## Könyvei
- Arány és erény; Galenus, Budapest, 2010
- Az egyik jön, a másik megy; Galenus, Budapest, 2021

## Díjai
- Jászai Mari-díj (1988)
- A Magyar Köztársasági Érdemrend lovagkeresztje (2009)
- Érdemes művész (2015)
- Tolnay Klári-díj (2017)
- Kiváló művész (2023)
- Pécsi Ildikó-emlékdíj (2024)[66]